# Leon Powe
Leon Powe, Jr. (Oakland, Kalifornija, 22. siječnja 1984.) američki je profesionalni košarkaš. Igra na poziciji krilnog centra, a trenutačno je član NBA momčadi Cleveland Cavaliersa. Izabran je u 2. krugu (49. ukupno) NBA drafta 2006. od strane Denver Nuggetsa. 

## Rani život
Powe je u siromaštvu odrastao u Oaklandu, u saveznoj državi Kalifornija. Otac ga je napustio kada je imao samo dvije godine, a sa sedam godina postao je beskućnik jer im je obiteljska kuća izgorila u požaru. Obitelj je šest godina čak dvadeset puta u promijenila mjesto prebivališta. Država je njega i njegovu braću i sestre uzela majci i smjestila ih u dom za djecu.
Powe je pohađao srednju školu Oakland Technical High School, a na posljednjoj godini prosječno je postizao 27.4 poena, 14.2 skoka i 3.1 blokadu po utakmici. Oakland Tech je stigao do naslova prvaka CIF okruga Oakland i dva naslova CIF državnog prvaka. Na posljednjoj godini izabran je u Parade All-American prvu petorku i Gatorade igrača godine Kalifornije. Kao velika srednjoškolska zvijezda, Powe je izabran na McDonald's All-American utakmicu i postao prvim sportašem Oakland Techa s umirovljenim brojem. 

## Sveučilište
Powe je na sveučilište California proveo sve četiri godine. Međutim, drugu godinu propustio je zbog teške ozljede koljena. Kao igrač prve godine, bio je najbolji skakač PAC-10 konferencije i imenovan je za freshmana godine. Bilo je pitanje dali će se Powe vratiti u formu nakon teške ozljede koljena, ali teškog rada i dugotrajne rehabilitacije vratio se bolji nego prije. U prosjeku je postizao 20.5 poena i 10.1 skok, te odveo sveučilište do omjera 20-11 i ulaska u NCAA ligu. 
U travnju 2006. imenovan je najkorisnijim igračem Kalifornije. Isto tako, u freshman sezoni dobio je nagradu za najkorisnijeg igrača i postao tek šestim igračem u obje kategorije kojem je to uspjelo. Od strane časopisa Associated Press izabran je u All-American drugu petorku, a od strane udruge U.S. Basketball Writers i portala ESPN.com, po drugi puta izabran je u All-Pac-10 momčad. Powe se nakon završetka svoje treće godine, odnosno četvrte, odlučio prijaviti na draft. 

## NBA

### Boston Celtics
Izabran je u 2. krugu (49. ukupno) NBA drafta 2006. od strane Denver Nuggetsa, ali Nuggetsi su ga odmah proslijedili u Boston Celticse. Nakon što je nastupao za Boston na ljetnoj NBA ligi, Powe je s njima potpisao trogodišnji ugovor. U rookie sezoni bio je četvrti centar kluba iza Kendricka Perkinsa, Briana Scalabrinea i Michaela Olowokandija. Nakon serije ozljeda 
igrača i ispadanja Celticsa iz utrke za doigravanje, Powe je dobio malu minutažu da pokaže svoje mogućnosti. Pokazao se kao dobar skakač i solidan obrambeni igrač koji zna igrati u reketu. 12. siječnja 2007. za 25 minuta protiv Toronto Raptorsa postigao je vlastitih rekordnih 12 skokova. 10. travnja 2007. postigao je 19 poena u utakmici protiv Atlanta Hawksa. Rookie sezonu završio je s prosječnih 4.2 poena i 3.4 skoka za nešto više od 11 minuta po utakmici. 
29. siječnja 2008. u teškoj utakmici protiv Miami Heata, Celticsi su igrali bez Garnetta, Ray Allen je u igru ušao tek u drugom poluvremenu, dok Paul Pierce sa 7 poena odigrao slabu utakmicu. Međutim, Celticsi su zahvaljujući Poweu koji je ubacio 25 poena, uz 11 skokova i Eddieu Houseu koji dodao je 25 poena, stigli do teške pobjede. U posljednjoj utakmici sezone 2007./08. protiv New Jersey Netsa postigao je tadašnjih rekordnih 27 poena. 
Jednu od najboljih utakmica karijere odigrao je u drugoj utakmici finala NBA lige protiv Los Angeles Lakersa. Za nešto manje od 15 minuta Powe je ubacio 21 poen i odveo Boston do pobjede 108:102 i vodstva u seriji 2-0.
Powe je postigao 30 poena u pobjedi Boston Celticsa 102:92 protiv Memphis Grizzliesa. Powe, bio zamijenio ozlijeđenog Kevina Garnetta, i zajedno s Rayom Allenom pomogao Celticsima da prekinu seriju od dva poraza zaredom. Ostatak sezone proveo je oporavljajući se od istegnuća desno koljena. Na parkete se vratio tijekom prvoga kruga doigravanja protiv Chicaga, ali je ozlijedio ligamente koljena, a oporavak od operacije, petog svibnja, još je uvijek u tijeku. Na kraju sezone istekao mu je ugovor i postao je slobodan igrač. 

### Cleveland Cavaliers
13. kolovoza 2009. prihvatio je ponudu Clevelanda i stavio potpis na dvogodišnji ugovor. Imao je Powe ponude Los Angeles Lakersa, Dallas Mavericksa i Miami Heata na stolu, no odlučio se Cavalierse zbog pristupa klubova prema pregovorima.

## Privatan život
Powe u slobodno vrijeme voli igrati videoigre. Igra online sa svojim suigračima i prijateljima. Puno boravi igrajući online. Uglavnom igra NBA 2k9, Mortal Kombat i druge igre. Također voli pogledati film sa svojom obitelji.

## NBA statistika

### Regularni dio
| Godina    | Klub   | Odig. uta. | Uta. poč. | Min. | 2P%  | 3P%  | Sl. bac.% | Skok. | Asist. | Ukr. lop. | Blok. | Poena |
| --------- | ------ | ---------- | --------- | ---- | ---- | ---- | --------- | ----- | ------ | --------- | ----- | ----- |
| 2006./07. | Boston | 63         | 2         | 11.4 | .446 | .000 | .736      | 3.4   | .2     | .2        | .3    | 4.2   |
| 2007./08. | Boston | 56         | 5         | 14.4 | .572 | .000 | .710      | 4.1   | .3     | .3        | .3    | 7.9   |
| 2008./09. | Boston | 70         | 7         | 17.5 | .524 | .000 | .689      | 4.9   | .7     | .3        | .5    | 7.7   |
| Ukupno    |        | 189        | 14        | 14.6 | .523 | .000 | .707      | 4.2   | .4     | .3        | .4    | 6.6   |

### Doigravanje
| Godina    | Klub   | Odig. uta. | Uta. poč. | Min. | 2P%  | 3P%  | Sl. bac.% | Skok. | Asist. | Ukr. lop. | Blok. | Poena |
| --------- | ------ | ---------- | --------- | ---- | ---- | ---- | --------- | ----- | ------ | --------- | ----- | ----- |
| 2007./08. | Boston | 23         | 1         | 11.7 | .493 | .000 | .667      | 2.7   | .2     | .0        | .1    | 5.0   |
| 2008./09. | Boston | 2          | 0         | 12.0 | .429 | .000 | .667      | 4.5   | .0     | .0        | .0    | 5.0   |
| Ukupno    |        | 25         | 1         | 11.8 | .488 | .000 | .667      | 2.8   | .2     | .0        | .1    | 5.0   |

## Vanjske poveznice
- Službena stranica  Arhivirana inačica izvorne stranice od 9. ožujka 2009. (Wayback Machine)
- Profil na NBA.com
- Profil na Basketball-Reference.com